# Fulu, Heilongjiang
Fulu (kinesiska: 富路, 富路镇) är en köpinghuvudort i Kina. Den ligger i provinsen Heilongjiang, i den nordöstra delen av landet, omkring 260 kilometer nordväst om provinshuvudstaden Harbin. Antalet invånare är 29 377. Befolkningen består av 14 464 kvinnor och 14 913 män. Barn under 15 år utgör 17,0 %, vuxna 15-64 år 76 %, och äldre över 65 år 5,0 %.
Runt Fulu är det ganska tätbefolkat, med 72 invånare per kvadratkilometer. Det finns inga andra samhällen i närheten. Trakten runt Fulu består till största delen av jordbruksmark.
Genomsnittlig årsnederbörd är 761 millimeter. Den regnigaste månaden är juli, med i genomsnitt 245 mm nederbörd, och den torraste är februari, med 8 mm nederbörd.